# پستچی همیشه دو بار زنگ می‌زند (فیلم ۱۹۴۶)
پستچی همیشه دو بار زنگ می‌زند (انگلیسی: The Postman Always Rings Twice) فیلمی در ژانر نوآر به کارگردانی تی گارنت است که در سال ۱۹۴۶ منتشر شد. این فیلم بر اساس رمانی به همین نام چاپ‌شده به سال ۱۹۳۴ نوشته جیمز کین ساخته شده‌است.
اداره سانسور آمریکا مدت‌ها اقتباس از دو کتاب مشهور جیمز کین یعنی غرامت مضاعف و پستچی همیشه دو بار زنگ می‌زند را ممنوع کرده بود. هر دو داستان تم مشترکی دارند؛ تمایل جنسی، یک مرد معمولی را به جنایت سوق می‌دهد. در نهایت، هر دو کتاب اقتباس سینمایی داشت و هر دو فیلم غرامت مضاعف و پستچی همیشه دو بار زنگ می‌زند در بین ۱۰ فیلم برتر دهه ۱۹۴۰ قرار گرفتند.

## بازیگران
- لانا ترنر - کورا اسمیت
- جان گارفیلد - فرانک چیمبرز
- سسیل کلاوای - نیک اسمیت
- هیوم کرونین - آرتور کیتس
- آدری تاتر - مج گورلان
- لیون امس - کایل سَکِت
- آلن رید - ازرا لیام کندی
- بتی بلایت - مشتری
- دورتی فیلیپس - پرستار